# Latimerův diagram

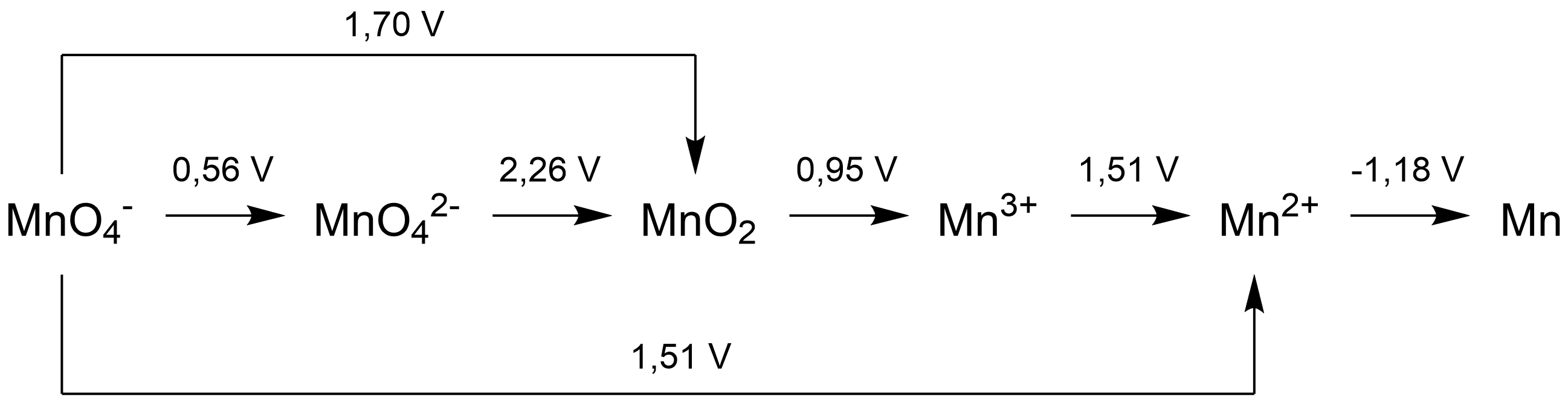
Latimerův diagram pro mangan

Latimerův diagram pro chemický prvek je souhrn dat standardního elektrodového potenciálu daného prvku. Tento typ diagramu je pojmenován po americkém chemikovi Wendellu Mitchellovi Latimerovi.

## Struktura diagramu
V Latimerově diagramu je nejvíce oxidovaná forma prvku na levé straně a nižší oxidační stavy jsou na pravé straně. Podle konvence jsou redoxní reakce znázorněny ve směru redukce (přírůstek elektronů). Jednotlivé reaktanty jsou spojeny šipkami s hodnotou standardního potenciálu ve voltech pro redukci. Například pro kyslík jsou jednotlivé stavy v pořadí O2, H2O2 a H2O, kdy oxidační stav kyslíku klesá od 0 přes -1 na -2 u vody:
Šipka mezi kyslíkem a peroxidem vodíku má nad sebou napsáno +0,68 V, což znamená, že standardní elektrodový potenciál reakce: O2(g) + 2 H+ + 2 e− ⇄ H2O2(aq) je 0,68 voltu.

## Využití
Latimerovy diagramy se využívají při tvorbě Frostových diagramů pro shrnutí standardních elektrodových potenciálů vzhledem k prvku. Protože ΔrGo = -nFEo, elektrodový potenciál představuje změnu Gibbsovy energie pro danou redukci. Součet změn Gibbsovy energie pro následné redukce (například z kyslíku na peroxid vodíku a poté z peroxidu vodíku na vodu) je stejný jako změna Gibbsovy energie pro celkovou redukci (tj. z kyslíku na vodu), v souladu s Hessovým zákonem.
Standardní redukční potenciály nejsou aditivní. Nelze je přímo sčítat ani odečítat od hodnot ve voltech uvedených v Latimerově diagramu. V případě potřeby musí být jejich výpočet proveden pomocí rozdílu Gibbsových volných energií. Nejjednodušeji je možné postupovat použitím energie (nE) vyjádřené v elektronvoltech (eV). Hodnoty energie ve voltech je třeba vynásobit počtem (n) přenesených elektronů v uvažované poloreakci. Protože Faradayova konstanta může z rovnice být vykrácena, není třeba počítat s ΔrGo v joulech.
Latimerův diagram může také naznačit, zda látka bude disproporcionovat v roztoku za podmínek, pro které jsou dány elektrodové potenciály: pokud je potenciál napravo od látky vyšší než potenciál nalevo, tak látka bude disproporcionovat. Proto je peroxid vodíku nestabilní a bude disproporcionovat na kyslíku i ve vodě.